# Espalion
Espalion är en kommun i departementet Aveyron i regionen Occitanien i södra Frankrike. Kommunen ligger  i kantonen Espalion som ligger i arrondissementet Rodez. År 2022 hade Espalion 4 607 invånare.

## Befolkningsutveckling
Antalet invånare i kommunen Espalion
Referens: INSEE

## Galleri

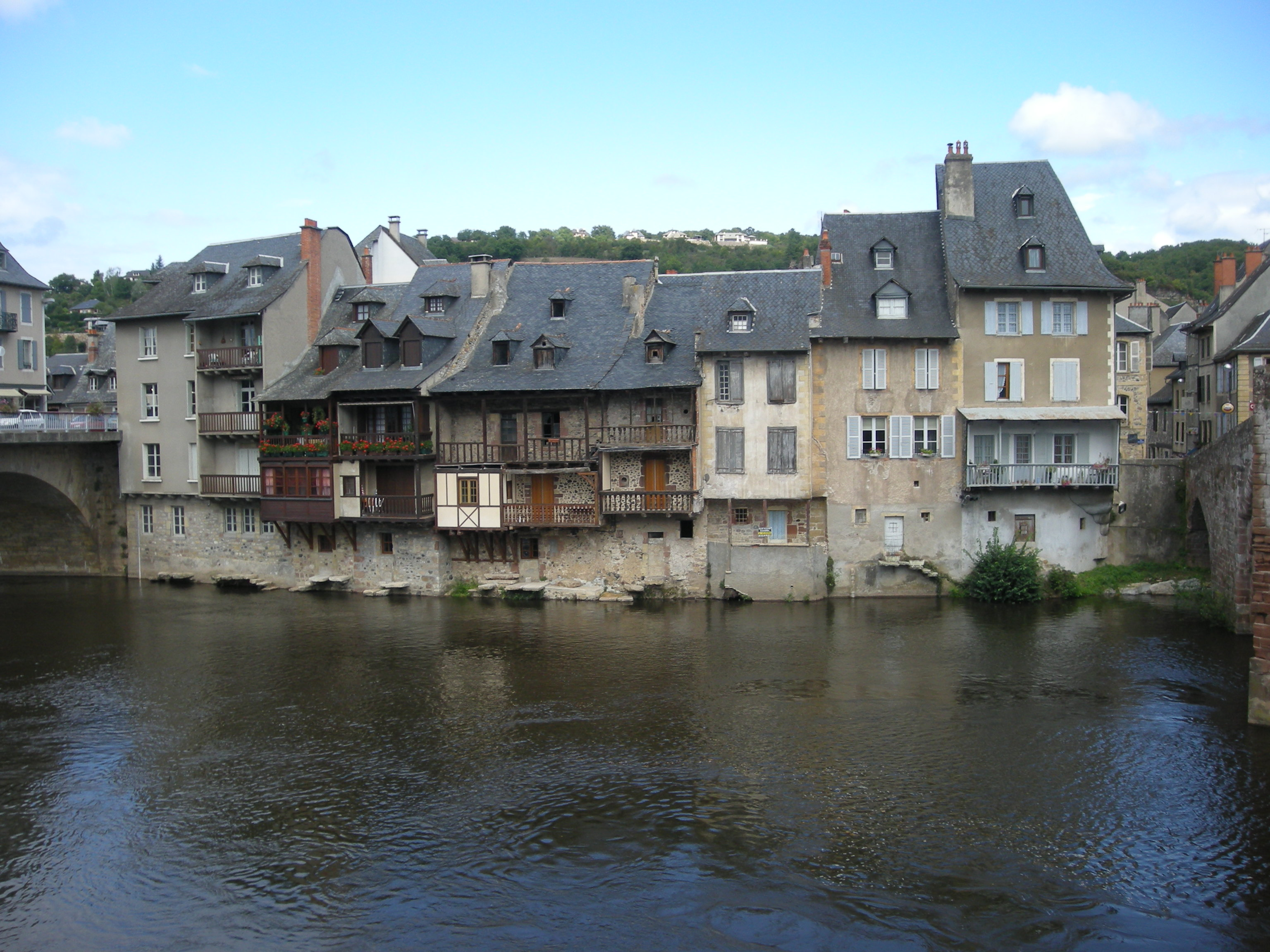
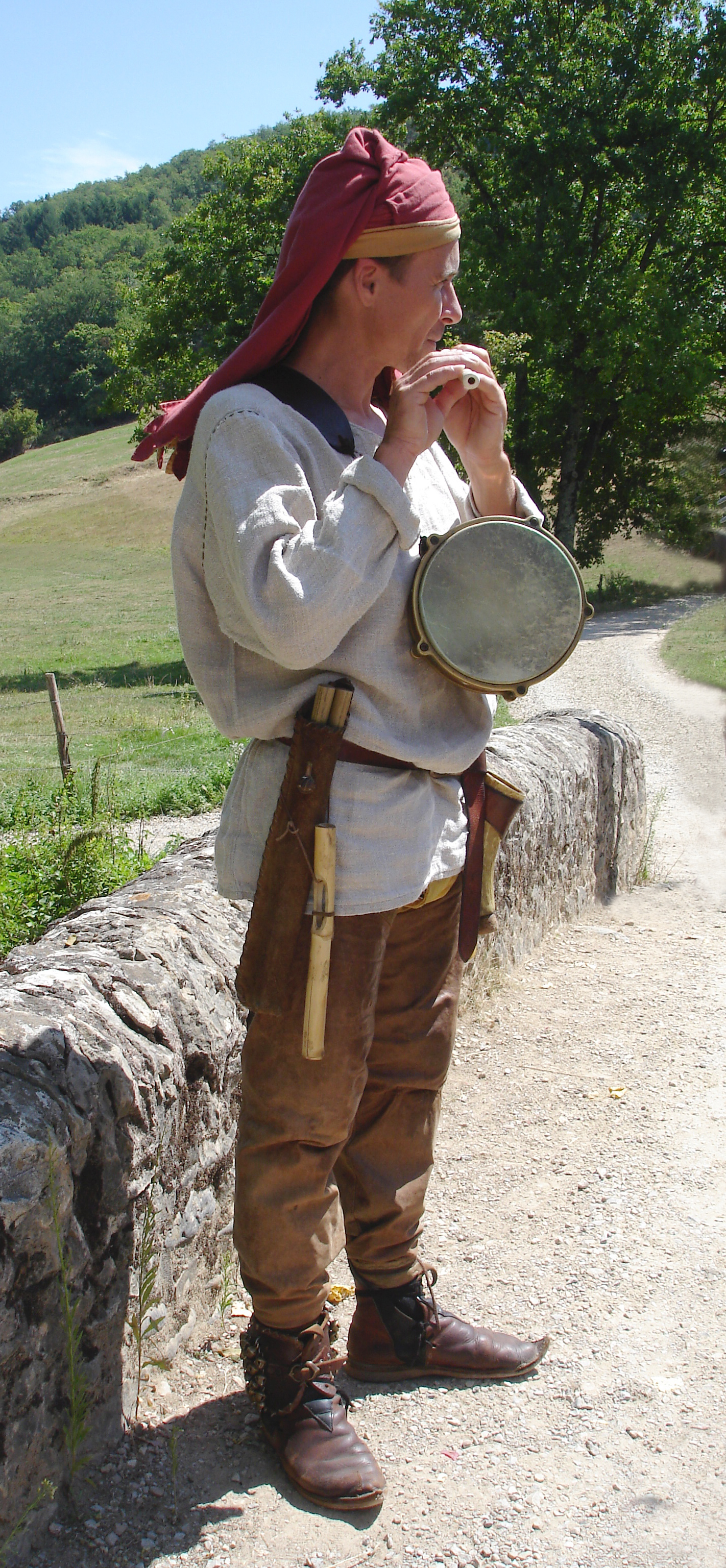
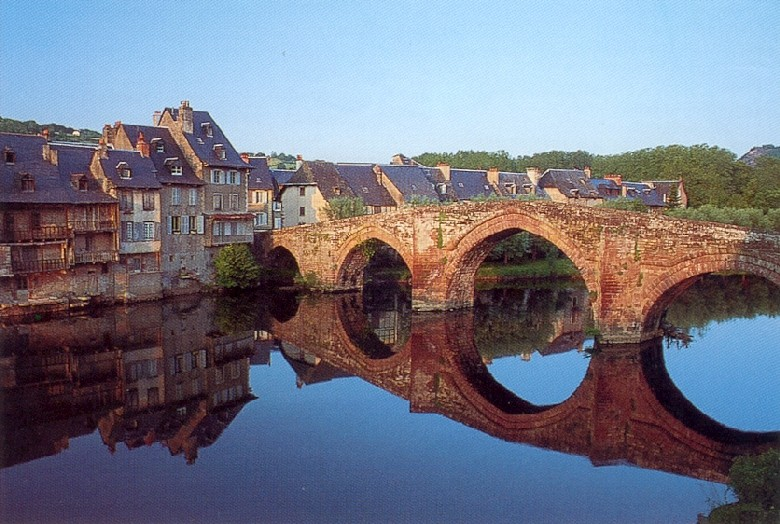
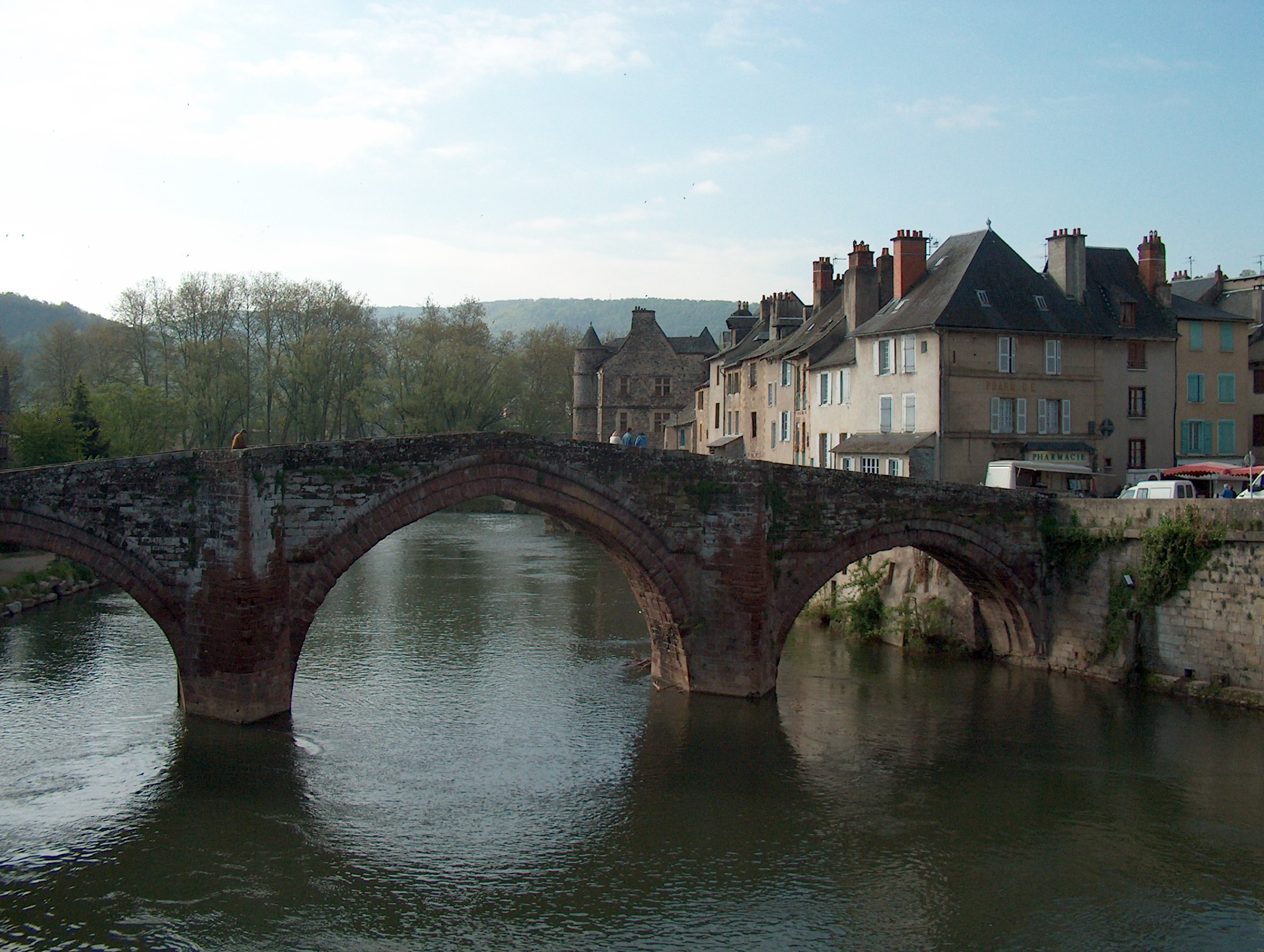
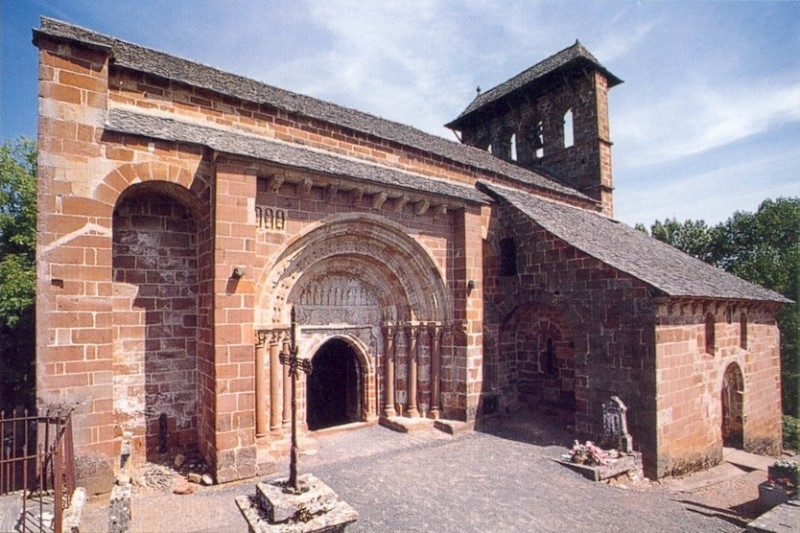
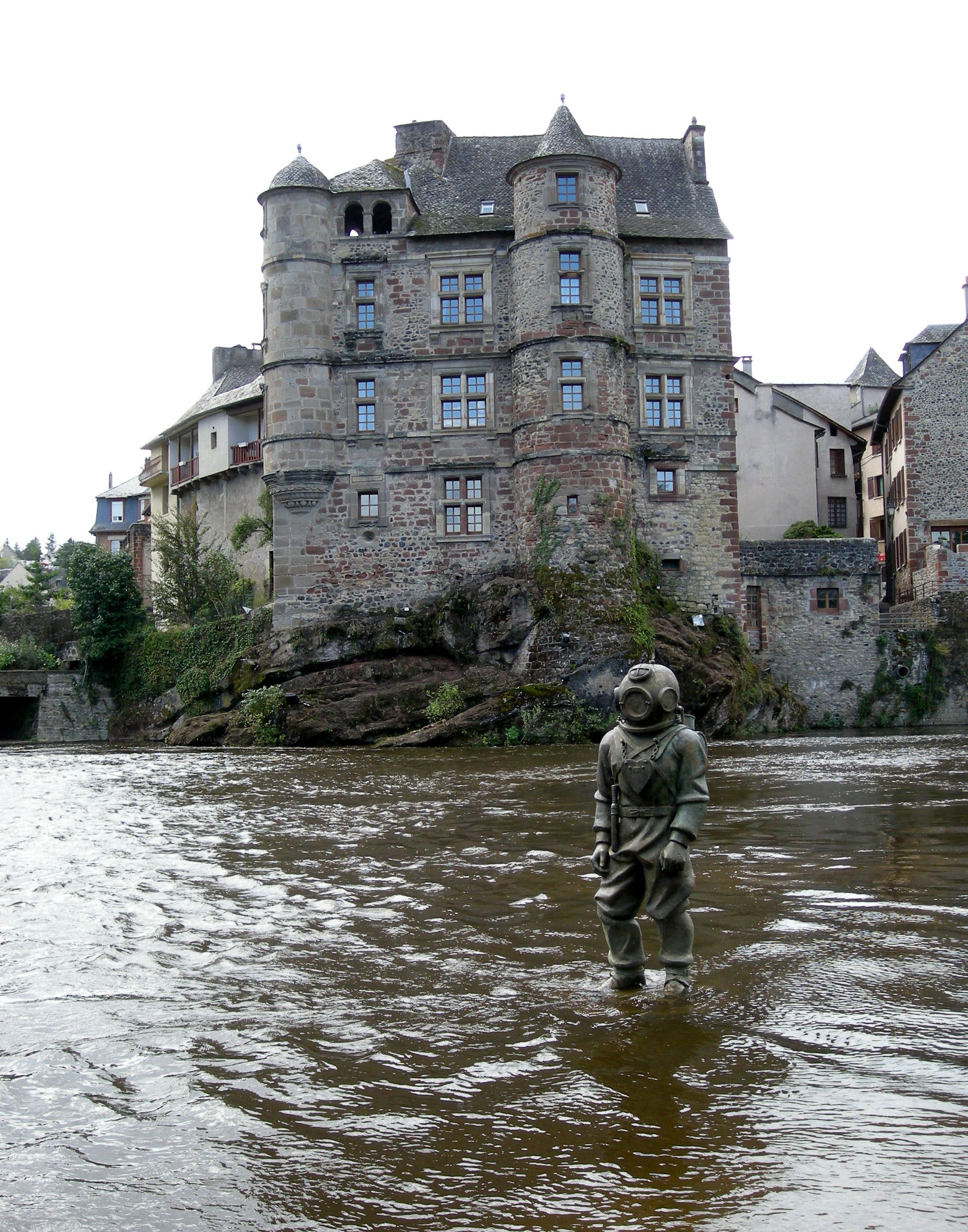